# Walter Donaldson (Snookerspieler)
Walter Weir Wilson Donaldson (* 4. Januar 1907 in Coatbridge; † 24. Mai 1973 in Buckinghamshire) war ein professioneller Snookerspieler aus Schottland.

## Karriere
1922 gewann Donaldson die britische U16-Amateurmeisterschaft im English Billiards. Ein Jahr später wurde er im Alter von 16 Jahren Profi. 1933 spielte er zum ersten Mal bei der Snookerweltmeisterschaft und schaffte es immerhin bis ins Halbfinale, wo er Joe Davis unterlag.
1946 schaffte er ein Break von 142 Punkten, was damals Weltrekord war. 1947 gewann er die erste WM nach dem Abtritt von Seriensieger Joe Davis, wobei er im Finale Fred Davis (Bruder von Joe Davis) mit 82:63 bezwang. Somit war er der zweite Weltmeister überhaupt und erster nicht-englischer Weltmeister. In den beiden folgenden Jahren unterlag er allerdings im Finale Fred Davis, bevor er 1950 seinen zweiten und letzten WM-Titel gewann. Es folgten noch drei weitere Finalniederlagen gegen Fred Davis in den Jahren von 1952 bis 1954, bevor Donaldson seine aktive Karriere beendete.
Am 24. Mai 1973 verstarb er in seinem Haus in Newport Pagnell.
2012 wurde Donaldson als zweiter Schotte nach Stephen Hendry in die Snooker Hall of Fame aufgenommen.